# Forcipomyia basifemoralis
Forcipomyia basifemoralis är en tvåvingeart som beskrevs av Wirth och Gustavo R. Spinelli 1993. Forcipomyia basifemoralis ingår i släktet Forcipomyia och familjen svidknott. Inga underarter finns listade i Catalogue of Life.